# Tenosique 1ra. Sección
Tenosique 1ra. Sección är en ort i Mexiko.   Den ligger i kommunen Tenosique och delstaten Tabasco, i den sydöstra delen av landet, 800 km öster om huvudstaden Mexico City. Tenosique 1ra. Sección ligger 16 meter över havet och antalet invånare är 123.
Terrängen runt Tenosique 1ra. Sección är platt. Runt Tenosique 1ra. Sección är det ganska glesbefolkat, med 26 invånare per kvadratkilometer. Närmaste större samhälle är Tenosique de Pino Suárez, 5,2 km söder om Tenosique 1ra. Sección. Trakten runt Tenosique 1ra. Sección består till största delen av jordbruksmark.